# Eden Lost
Eden Lost är ett hårdrock/glam metal-band startat 1999 i Madrid (Spanien) av gitarristerna Jesús Laso och Javier Nieto. Fram till 2013 hade de släppt två album som distribuerats i stora delar av Europa, USA och Japan.

## Medlemmar
Nuvarande medlemmar
- Jesús Laso – gitarr (1999– )
- Ignacio Prieto – gitarr, sång (2001–2008, 2008– )
- Jorge de la Cuerda – trummor (2005– )
- Santi Hernández – basgitarr (2006– )
- Luis F. Blanca – keyboard (2012– )

Tidigare medlemmar
- Javier Nieto – gitarr, sång (1999–2012)
- Javier Gallego – keyboard (1999–2012)
- Ismael – basgitarr (1999)
- Ignacio T. Sáenz – sång (1999–2001)
- David Galán – basgitarr (1999–2001)
- Carlos Luján – trummor, sång (1999–2002)
- Enrique Moreno – basgitarr (2001–2005)
- David R. Forjanes – trummor (2003)
- Javier García – basgitarr (2005–2006)

## Diskografi
Studioalbum
- Road of Desire (AOR Heaven) (2005)
- Breaking the Silence (Vaso Music) (2012)